# Вольфганг Гольбайн
Вольфганг Гольбайн (нім. Wolfgang Hohlbein; нар. 15 серпня 1953, Ваймар) — німецький письменник-фантаст, що працює насамперед в жанрах наукової фантастики та фентезі, він також є автором романів жахів. Деякі твори Вольфганг Гольбайн пише у співавторстві зі своєю дружиною Гайке Гольбайн. Автор більше 150 романів, твори Гольбайна перекладено 34 мовами світу.

## Біографія
Народився 15 серпня 1953 року у Ваймарі, дитинство провів у місті Мербуші (земля Північний Рейн-Вестфалія). Уже в юні роки почав писати фантастичні історії. По закінченні школи здобув професійну освіту в галузі промислової комерції. Серйозно зайнявся письменством, коли одержав роботу нічного сторожа. Великий вплив на початкуючого письменника мали романи Карла Мая. Спершу Гольбайн писав оповідання, потім роману жахів та романе про завоювання Дикого Заходу. Свої твори він публікував під численними псевдонімами, а з 1980 року почав працювати на видавництво Бастай. яке запропонувало йому написання романів з продовженням під рубрикою «Професор Саморра». Саме у видавництві «Бастай» були опубліковані перші професійні тексти Гольбайна.
1982 року Вольфганг Гольбайн дізнався про літературний конкурс фонтастичних творів, організований видавництвом Карла Юберрейтера. Віннадіслав рукопис роману «Казковий місяць», їдея якого виникла в його дружини. Роман здобув першу премію й був відзначений низкою інших премій, а також перекладений багатьма мовами. «Казковий місяць» став першою книгою Гольбайна, опублікованою у США (2006).
Для видавництва «Люббе» Гольбайн створив романний цикл «Салемський відьмак», який публікувався в 1985—1987 роках. З 2012 року 68 частин циклу доступні в електронному вигляді.
У 1993—2002 роках Вольфганг Гольбайн видав серію книг під загальною назвою «Діти капітана Немо» (інша назва — «Операція Наутилус»). Дію романів перенесено в 1916 рік, у часи Першої світової війни, а головний персонаж — молодий син принца Даккара на ім'я Майкл.
З часу успіху «Казкового місяця» Вольфганг Гольбан разом зі своєю дружиною Гайке Гольбайн опублікував більше 200 книг. Він вважається найтиражнішим автором Німеччини, загальний наклад його книг становить більше 30 млн примірників.

## Фантастичні романи
- Проект «Авалон» (нім. Das Avalon-Projekt, 2000)
- Книга (нім. Das Buch, 2003, з Гайке Гольбайн)
- Брама друїдів (нім. Das Druidentor, 1993)

Цикли
- Інакше нім. Anders, з Гайке Гольбайн
- Маг нім. Der Magier
- Книга Буття нім. Genesis

### Фентезійні романи
- Вогонь дракона (нім. Drachenfeuer, 1988)
- Вбивця дракона (нім. Der Drachentöter, 1989)
- Мідґард (нім. Midgard, 1987)

Цикли
- Серце лісу (нім. Das Herz des Waldes)
- Чорне око (нім. Das Schwarze Auge)
- Сага про Гарта і Торіана (нім. Die Saga von Garth und Torian)
- Енвор (нім. Enwor)
- Казковий місяць (нім. Märchenmond)

### Науково-фантастичні романи
- Армагеддон (нім. Armageddon, 2017)
- Мережа Гайне (нім. Das Netz Heyne, 1996)
- Спитай Інтерхрон (нім. Fragt Interchron!, 1988)
- Після (нім. Nach dem großen Feuer Kosmos, 1984)

Цикли
- Операція Наутілус (нім. Operation Nautilus)
- Зоряний корабель пригод (нім. Sternenschiff der Abenteuer)

### Фантастичні романи жахів
- Чортова діра (нім. Das Teufelsloch, 1990)
- Інквізитор (нім. Der Inquisitor, 1990)
- Болотяна відьма (нім. Die Moorhexe, 1988)
- Пророцтво (нім. Die Prophezeiung, 1993, з Гайке Гольбайн)
- Тінь зла (нім. Die Schatten des Bösen, 1992)
- Темрява (нім. Dunkel, 1999)
- Час привидів (нім. Geisterstunde, 1991)
- Гіганти (нім. Giganten, 1993)
- Геловін (нім. Halloween, 2000)

Цикли
- Салемський відьмак (нім. Der Hexer von Salem)
- Немезис (нім. Nemesis)

### Романи для дітей та підлітків
- Все почалося раннього ранку (нім. Es begann am frühen Morgen, 1985)
- Чортеня (нім. Teufelchen, 1997)
- Чорні лебеді (нім. Die wilden Schwäne, 2014, з Гайке Гольбайн)

Цикли
- Барбі (нім. Barbie)
- Агов, привиде! (нім. Gespenst ahoi!)
- Вовча зграя (нім. Die Wolf-Gäng)

### Історичні романи
- Євангеліє від Павла (нім. Das Paulus-Evangelium, 2006)
- Печать (нім. Das Siegel, 1987)
- Довга дорога до Ітаки (нім. Der lange Weg nach Ithaka, 1989)

Цикли
- Хроніка невмирущих (нім. Die Chronik der Unsterblichen)
- Тамплієрка (нім. Die Templerin)

## Українські переклади
Вольфґанґ Гольбайн, Гайке Гольбайн. Казковий місяць. Пер. з німецької Лесі Харченко, Київ: видавництво «Теза», 2011, 382 с.

## Екранізація
- Чудо-дітки: Недолугі чарівники